# Tam giác Calabi

Tam giác Calabi với ba cách đặt hình vuông lớn nhất trong nó.

Tam giác Calabi là một tam giác đặc biệt tìm ra bởi nhà toán học Mỹ gốc Ý Eugenio Calabi và được định nghĩa dựa trên tích chất có ba cách đặt hình vuông lớn nhất nó chứa. Nó là một tam giác tù cân với tỉ số giữa độ dài cạnh và đáy của nó là vô tỉ nhưng đại số.

## Định nghĩa
Xét hình vuông lớn nhất có thể được đặt trong một tam giác bất kỳ. Có khả năng là hình vuông đó có thể được đặt trong tam giác theo vài cách. Nếu hình vuông lớn nhất đó có thể được đặt theo ba cách khác nhau thì tam giác đó là tam giác đều hoặc là tam giác Calabi. Do đó, tam giác Calabi có thể được định nghĩa là tam giác không đều và có ba cách đặt hình vuông lớn nhất trong nó.

## Tính chất
Tam giác Calabi là tam giác cân. Tỉ số của cạnh đáy với một trong hai cạnh bên là
{\displaystyle x={1 \over 3\cdot 2^{2/3}}{\bigg (}2^{2/3}+{\sqrt[{3}]{-23+3i{\sqrt {237}}}}+{\sqrt[{3}]{-23-3i{\sqrt {237}}}}{\bigg )}}
xấp xỉ bằng 1.55138752454. Biểu diễn bằng các hàm lượng giác, nó bằng
{\displaystyle x={1 \over 3}{\bigg (}1+{\sqrt {22}}\cos {\bigg (}{1 \over 3}\cos ^{-1}{\bigg (}-{23 \over 11{\sqrt {22}}}{\bigg )}{\bigg )}{\bigg )}.}
Nó cũng là nghiệm của phương trình:
{\displaystyle 2x^{3}-2x^{2}-3x+2=0}
và có biểu diễn phân số liên tục [1, 1, 1, 4, 2, 1, 2, 1, 5, 2, 1, 3, 1, 1, 390, ...].
Tam giác Calabi cũng là tam giác tù với góc ở đáy xấp xỉ bằng 39.1320261° và góc ở đỉnh bằng 101.7359477°.